# Francesco Domenico Rossi
Francesco Domenico Rossi (* 20. Februar 2001) ist ein italienischer Sprinter, der sich auf den 400-Meter-Lauf spezialisiert hat.

## Sportliche Laufbahn
Erste internationale Erfahrungen sammelte Francesco Domenico Rossi im Jahr 2018, als er bei den U18-Europameisterschaften in Győr in 48,94 s den siebten Platz im 400-Meter-Lauf belegte und mit der italienischen Sprintstaffel (1000 Meter) in 1:53,01 min die Goldmedaille gewann. Im Jahr darauf schied er bei den U20-Europameisterschaften in Borås mit 47,62 s in der ersten Runde über 400 Meter aus und belegte mit der 4-mal-400-Meter-Staffel in 3:08,76 min den vierten Platz. 2023 siegte er mit der Staffel in 3:02,49 min bei den U23-Europameisterschaften in Espoo.
2022 wurde Rossi italienischer Meister in der 4-mal-400-Meter-Staffel im Freien sowie 2021 und 2023 in der Halle.

## Persönliche Bestleistungen
- 200 Meter: 21,54 s (+2,0 m/s), 11. Juni 2023 in Palermo
- 400 Meter: 46,44 s, 1. Juli 2023 in Nembro
  - 400 Meter (Halle): 47,26 s, 23. Januar 2023 in Padua